# The World Should Know
The World Should Know – osiemnasty album studyjny Burning Speara, jamajskiego wykonawcy muzyki reggae.
Płyta została wydana 30 czerwca 1993 roku przez amerykańską wytwórnię Heartbeat Records; w Europie ukazała się nakładem francuskiego labelu Déclic Communication. Nagrania zarejestrowane zostały w studiu Grove Recording w Ocho Rios. Ich produkcją zajął się sam wokalista we współpracy z Nelsonem Millerem. Spearowi akompaniowali muzycy sesyjni z założonej przez niego grupy The Burning Band.
10 lipca 1993 roku album osiągnął 7. miejsce w cotygodniowym zestawieniu najlepszych albumów world music magazynu Billboard (ogółem był notowany na liście przez 11 tygodni).
W roku 1994 krążek został nominowany do nagrody Grammy w kategorii najlepszy album reggae. Była to piąta nominacja do tej statuetki w karierze muzyka.
W roku 2005 nakładem Burning Music, własnej wytwórni Speara, ukazała się reedycja albumu, zawierająca również bonusową płytę DVD z koncertowymi nagraniami kilku klasycznych przebojów wykonawcy.

## Lista utworów
1. "The World Should Know"
2. "In A Time Like Now"
3. "I Stand Strong"
4. "Identity"
5. "It's Not A Crime"
6. "Mi Gi Dem (I Give Them)"
7. "Loving Day"
8. "Sweeter Than Chocolate"
9. "On The Inside"
10. "Peace"

## Muzycy
- Lenford Richards - gitara
- Linvall Jarrett - gitara rytmiczna
- Paul Beckford - gitara basowa
- Winston Rodney - perkusja
- Alvin Haughton - perkusja
- Nelson Miller - perkusja
- Robert Lynn - keyboard
- Dean Fraser - saksofon
- Mark Wilson - saksofon
- Axel Niehaus - saksofon
- Junior "Chico" Chin - trąbka
- James Smith - trąbka
- Charles Dickey - puzon
- Ronald "Nambo" Robinson - puzon
- Marie "Twiggy" Gittens - chórki
- Sharon Forrester - chórki
- Pam Hall - chórki